# Форлі
Форлі (італ. Forlì, латинською Форум Лівіі) — місто та муніципалітет в Італії, у регіоні Емілія-Романья, столиця провінції Форлі-Чезена.
Форлі розташоване на відстані близько 270 км на північ від Риму, 65 км на південний схід від Болоньї.
Населення — 118 255 осіб (2014).

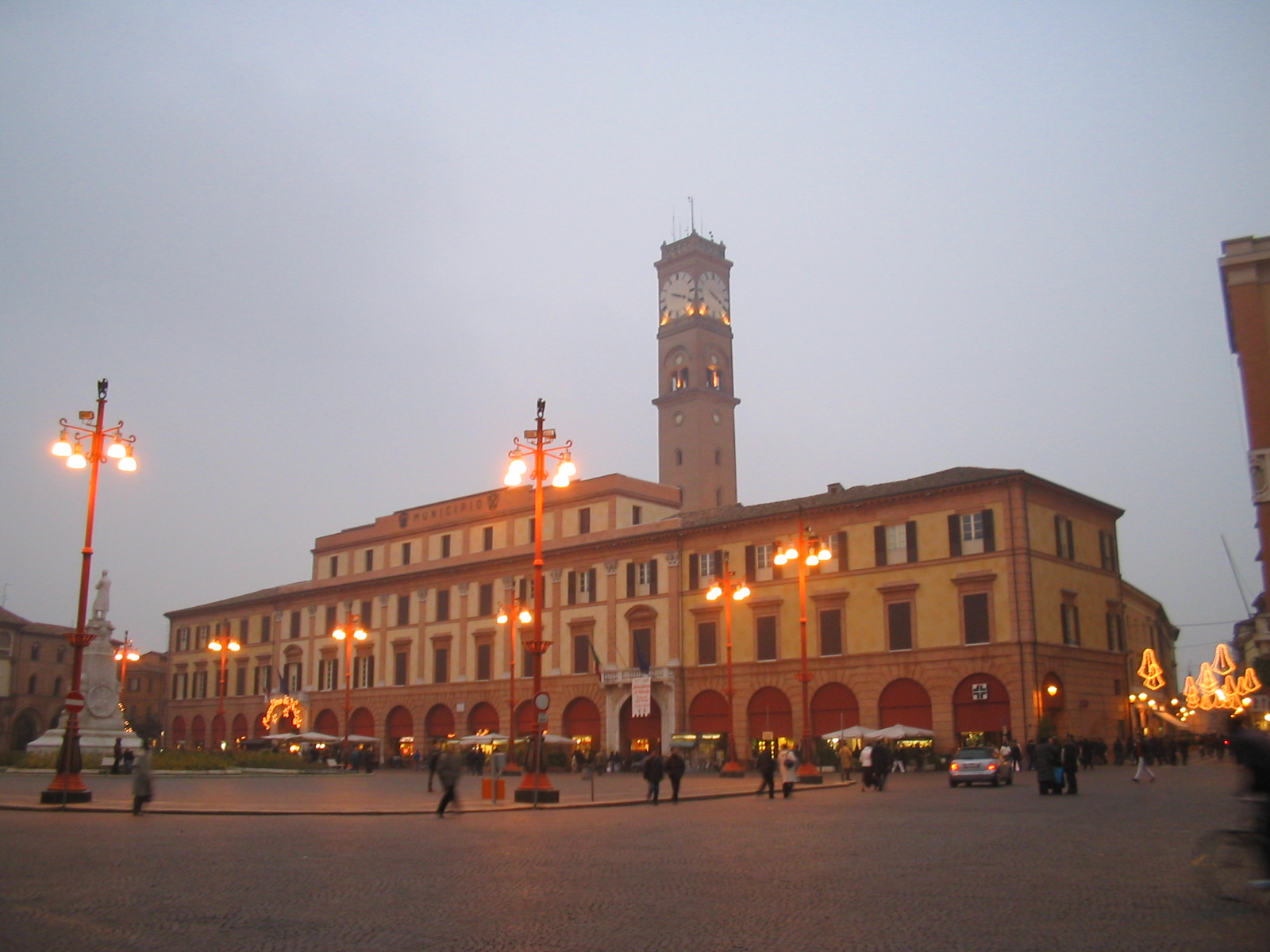
Головна площа міста Форлі — П'яцца Ауреліо Заффі

Щорічний фестиваль відбувається 4 лютого. Покровитель — Madonna del Fuoco.

## Демографія
Населення за роками:

Станом на 1 січня 2023 року в муніципалітеті офіційно проживав 15 131 іноземець з 118 країн, серед них 3568 громадян країн Євросоюзу та 807 громадян України.

## Клімат
| FORLÌ            | Місяці | Місяці | Місяці | Місяці | Місяці | Місяці | Місяці | Місяці | Місяці | Місяці | Місяці | Місяці | Пора | Пора | Пора | Пора | Рік  |
| FORLÌ            | Січ    | Лют    | Бер    | Кві    | Тра    | Чер    | Лип    | Сер    | Вер    | Жов    | Лис    | Гру    | Зим  | Вес  | Літ  | Осі  | Рік  |
| ---------------- | ------ | ------ | ------ | ------ | ------ | ------ | ------ | ------ | ------ | ------ | ------ | ------ | ---- | ---- | ---- | ---- | ---- |
| Темп. макс. (°C) | 5.4    | 8.2    | 13.0   | 17.2   | 22.3   | 26.6   | 29.2   | 28.4   | 24.6   | 18.4   | 11.4   | 6.5    | 6.7  | 17.5 | 28.1 | 18.1 | 17.6 |
| Темп. мін. (°C)  | 0.8    | 2.7    | 6.2    | 9.5    | 13.9   | 17.7   | 20.2   | 19.9   | 16.7   | 11.9   | 6.5    | 2.0    | 1.8  | 9.9  | 19.3 | 11.7 | 10.7 |

## Уродженці
- Нікола Равалья (*1988) — італійський футболіст, воротар.
- Стефано Беттаріні (1972) — італійський футболіст
- Мелоццо да Форлі (бл. 1438–1494, 8 листопада) — маляр епохи Відродження
- Марко Пальмедзано (бл. 1459–1539) — маляр та архітектор
- Джульєтта Сіміонато (1910–2010) — видатна оперна співачка

Фашистський лідер Беніто Муссоліні народився в селі Предаппіо біля Форлі.

## Сусідні муніципалітети
- Бертіноро
- Бризігелла
- Кастрокаро-Терме-е-Терра-дель-Соле
- Фаенца
- Форлімпополі
- Мельдола
- Предаппіо
- Равенна
- Руссі

## Міста-побратими
- Авейру, Португалія (1990)[5]
- Бурж, Франція
- Чичестер, Велика Британія
- Електренай, Литва
- Карлсруе, Німеччина
- Пітерборо, Велика Британія
- Плоцк, Польща
- Шевде, Швеція
- Сольнок, Угорщина

## Галерея зображень

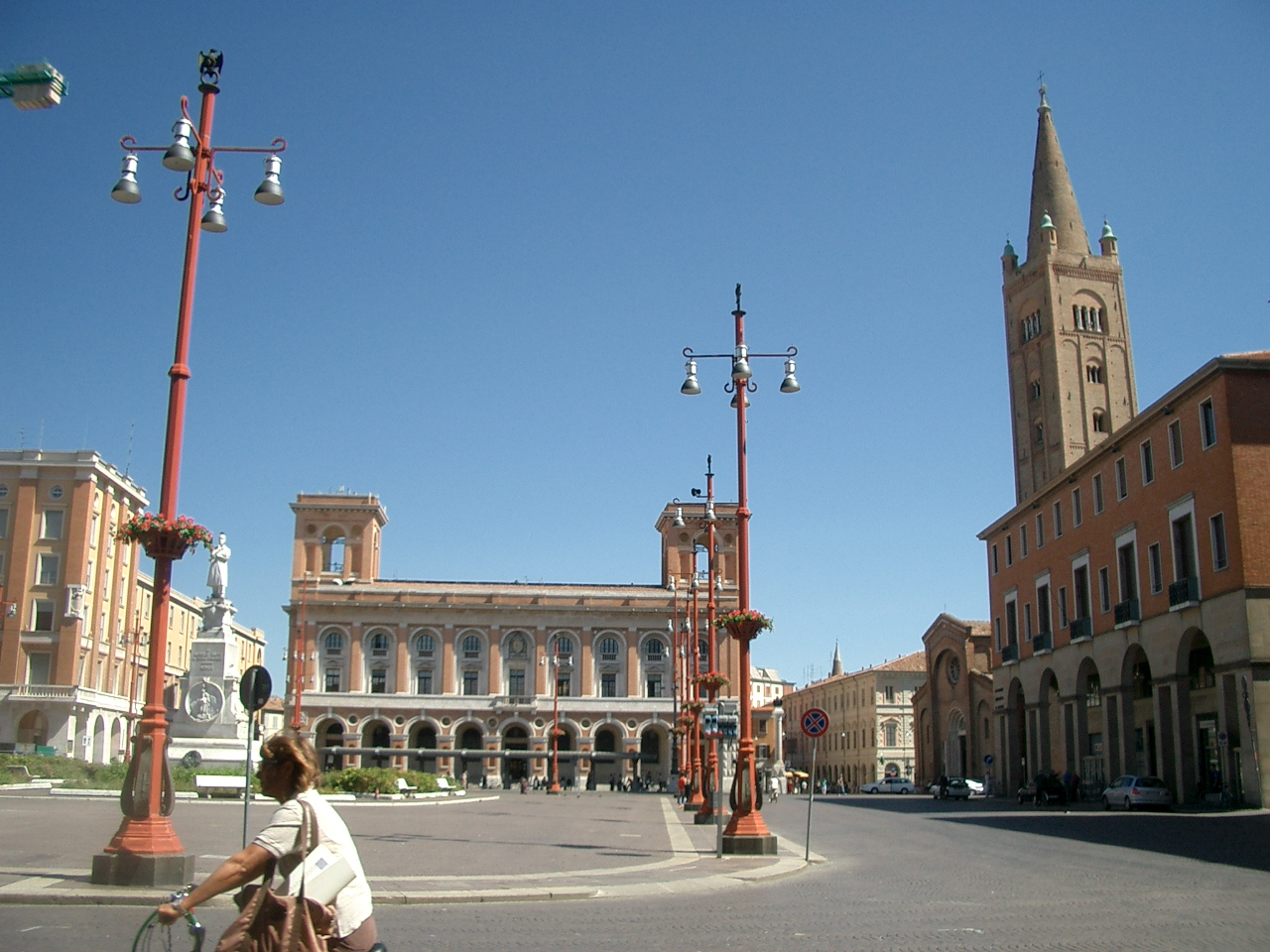
Вигляд на головну площу міста Форлі
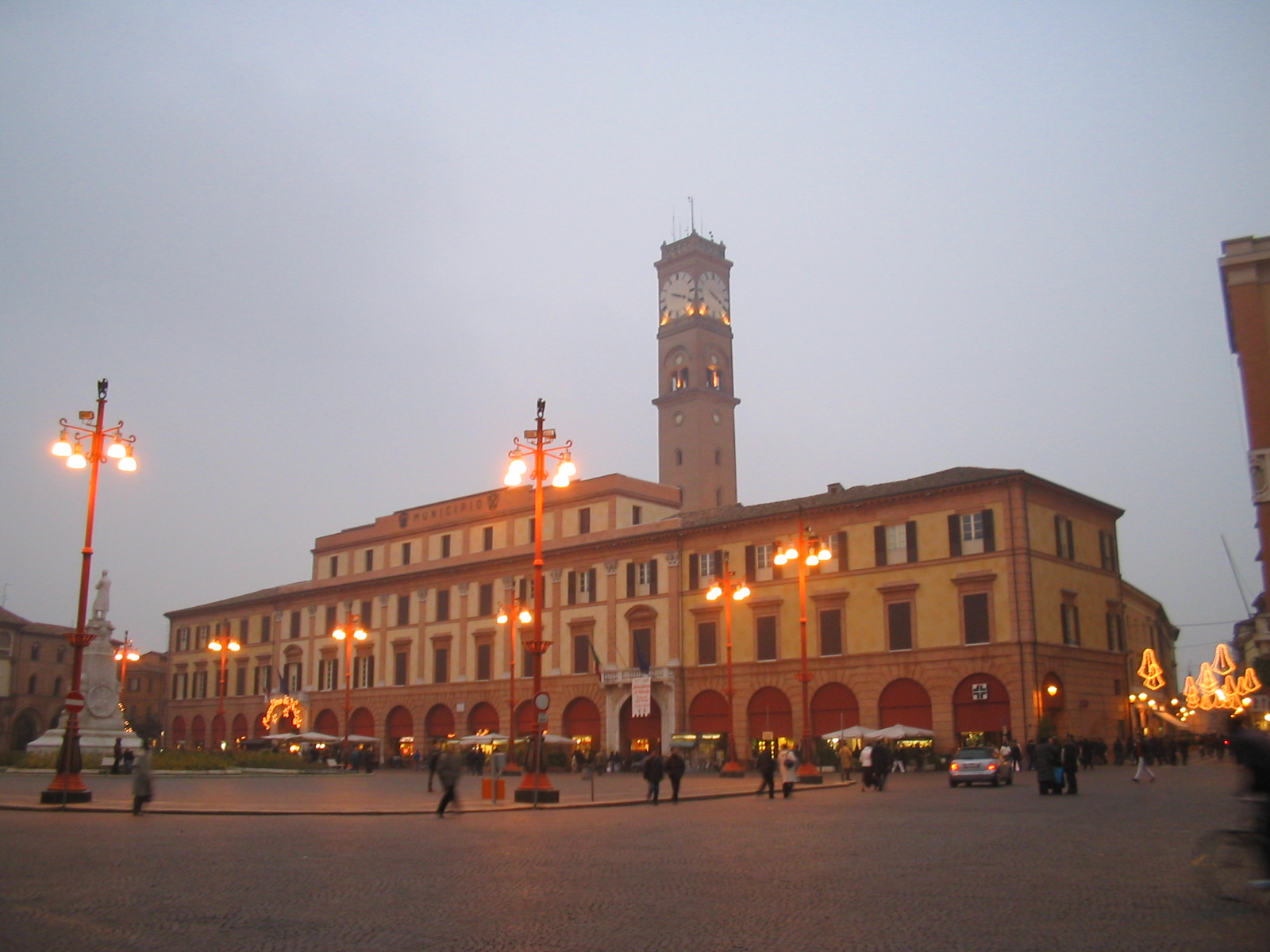
П'яцца Авреліо Саффі: Il Palazzo Comunale
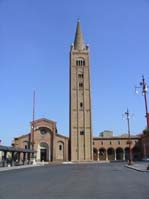
Abbazia di San Mercuriale
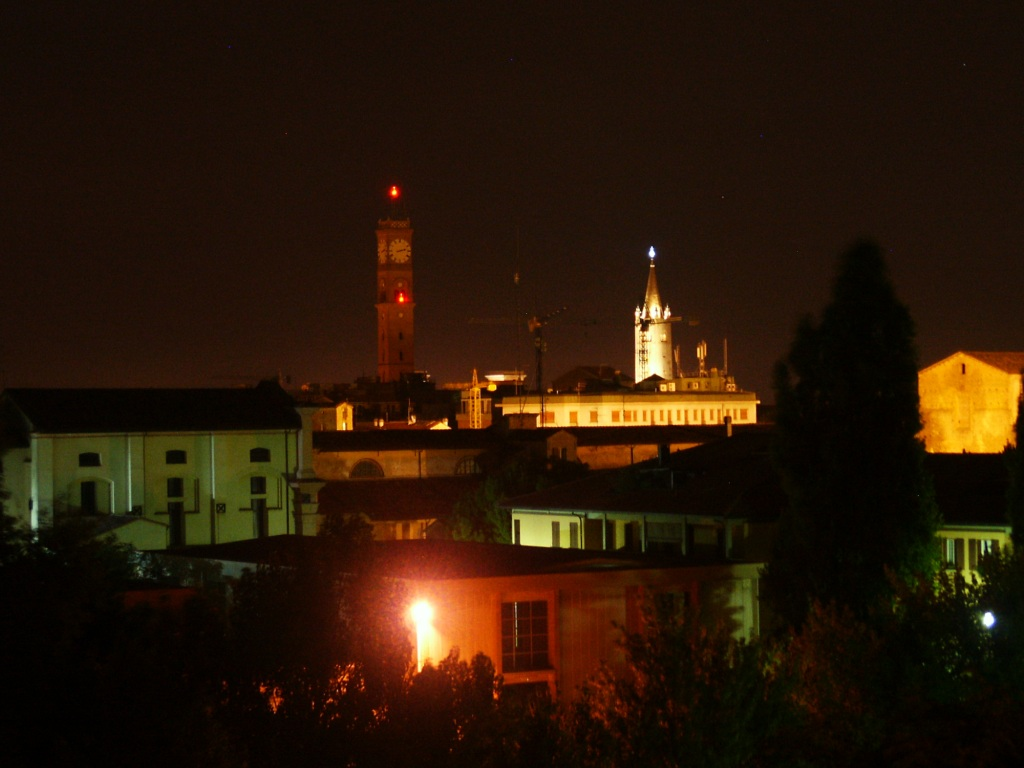
Вигляд на Форлі вночі